# Pedro Thalesio
Pedro Thalesio (c.1565 — c.1630) fou un compositor i teòric espanyol.
Després d'haver desenvolupat el càrrec de mestre de capella de la Catedral de Granada, el 1593 passà amb el mateix càrrec al Reial Hospital de Tots els Sants, de Lisboa. Regentà la càtedra de música de la Universitat de Coimbra des del 1613.
De Thalesio es conserva un Arte de canto llano, publicat a Coimbra el 1617, i què, per la seva gran erudició i mètode, assolí gran renom en la seva època, com ho demostra el fet d'haver-se reimpres el 1628.